# Jacques Reclus
Jacques Reclus (Le Fleix, 27 luglio 1796 – Tarbes, 8 aprile 1882) è stato un politico francese.

## Biografia
Dopo gli studi a Bordeaux, lavorò come bibliotecario al Château de Bonzac, casa di Elie Decazes (1780-1860), ministro di Luigi XVIII. Dal 1819 studiò teologia a Montauban, diventando pastore a Nimes nel dicembre 1821. In seguito servì come ministro a La Roche-Chalais (1822), poi a Montcaret (1824).
Nel giugno 1831 si dimise da pastore e istruttore presso il collegio protestante di Sainte-Foy-la-Grande per dirigere una comunità evangelica indipendente a Castétarbe. Nel 1850 fondò una casa per anziani a Orthez.
Era il padre di quattordici, tra cui cinque figli che si sono distinti durante le loro carriere:
- Élie Reclus (1827-1904), giornalista e attivista politico.
- Élisée Reclus (1830-1905), geografo e attivista politico.
- Onésime Reclus (1837-1916), geografo.
- Armand Reclus (1843-1927), geografo.
- Paul Reclus (1847-1914), chirurgo.